# ل
La lām (en árabe ﻟﺎﻡ, lām [laːm]) es la vigesimotercera letra del alfabeto árabe. Representa un sonido sonante, oral, lateral y alveolar, /l/. Tiene el valor de /lˁ/ en la palabra الله (Allah, «Alá»). En la numeración abyad tiene el valor de 30.
Cuando la sigue una alif, forma la ligadura لا, denominada lam-alif. Ej: لا, lā, «no»; لآِبْنِهِ, li-bni-hi, «a su hijo»; مَلَأَ, malaʾa, «llenó».

## Uso
Algunos ejemplos sobre sus usos en árabe estándar moderno, se incluyen signos diacríticos de vocales para facilitar la lectura:
Lām se utiliza como prefijo de dos maneras diferentes. Lām-kasra (لـِ, /li/) es esencialmente una preposición que significa "para" o "para", como en لِوالدي liwālidī, "para mi padre". En este uso, se ha concatenado con otras palabras para formar nuevas construcciones que a menudo se tratan como palabras independientes: por ejemplo, لِماذا limāḏā, que significa "¿por qué?", se deriva de لـِ li y ماذا māḏā, que significa "¿qué?" obteniendo así '¿para qué?'. En la mayoría de las lenguas romances se encuentra una construcción semánticamente equivalente, p. Pourquoi francés, por qué español y perché italiano (aunque ché es un arcaísmo y no se usa actualmente).
La otra construcción, lām-fatḥa ( لَـ /la/) se utiliza como partícula enfática en árabe muy formal y en ciertas construcciones fijas, como por ejemplo لَقد laqad (en sí misma es una partícula enfática para los verbos en tiempo pasado) y en la estructura condicional لو...لَـ لو...لَـ law...la  ,  una de las maneras de expresar condicionales: 'si... entonces...'.